# Ladies' Code
Le Ladies' Code (레이디스 코드?) sono un gruppo musicale sudcoreano formatosi a Seul nel 2013. È costituito dalle cantanti Ashley,
Sojung e Zuny.

## Storia

### 2013: Debutto, Bad Girl, Hate You e Pretty Pretty
Prima del debutto Rise partecipò a Miss Korea 2009 come rappresentante del Giappone e vinse inoltre il Korean Abroad Award. Ebbe notorietà partecipando al programma Star Audition: The Great Birth, dove arrivò nella Top 12. Prese parte al programma We Got Married nel 2011 ottenendo discreta notorietà; prima di firmare con la Polaris Entertainment faceva parte della KeyEast. 
Sojung partecipò a The Voice Of Korea dove arrivò in finale e nella Top 8, ottenendo anche lei un discreto successo. EunB studiò alla Hanlim Multi Art School e, prima di firmare un contratto con la Polaris Entertainment, era una trainee presso la FNC Entertainment assieme alle AOA, ma decise di lasciare l’agenzia non considerandosi sufficientemente pronta per il debutto.
Ashley, prima del suo debutto, era meglio conosciuta per il caricamento di dance cover K-Pop su YouTube. 
Zuny era una famosa ulzzang a Busan prima del debutto e prima di debuttare sotto la Polaris Entertainment faceva parte della Big Hit Entertainment.

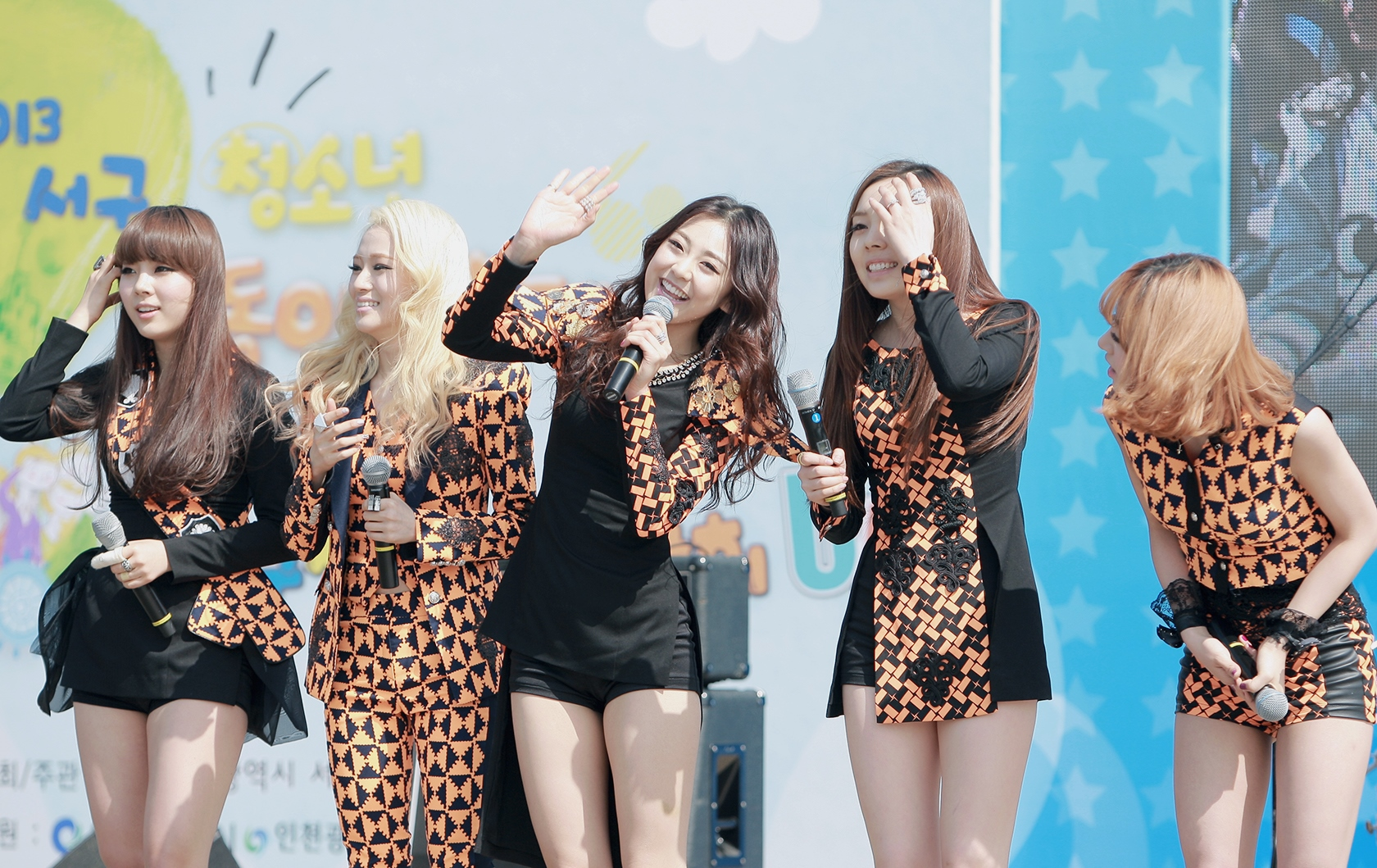
Le Ladies’ Code nel 2013 durante le promozioni del loro primo mini-album ‘Code#01’, da sinistra: Zuny, Sojung, Rise, Ashley ed EunB

La formazione originaria era composta dalla leader Ashley e da Rise, EunB, SoJung e Zuny. Il debutto è avvenuto nel marzo 2013 con il mini-album Code#01 avente come traccia principale la canzone ‘Bad Girl’. Il 5 agosto 2013 è uscito invece il singolo digitale Hate You.
Il 21 agosto 2013 viene annunciato che le Ladies' Code sarebbero tornate con il loro secondo mini album CODE#02 Pretty Pretty, che viene pubblicato ufficialmente il 5 settembre 2013.

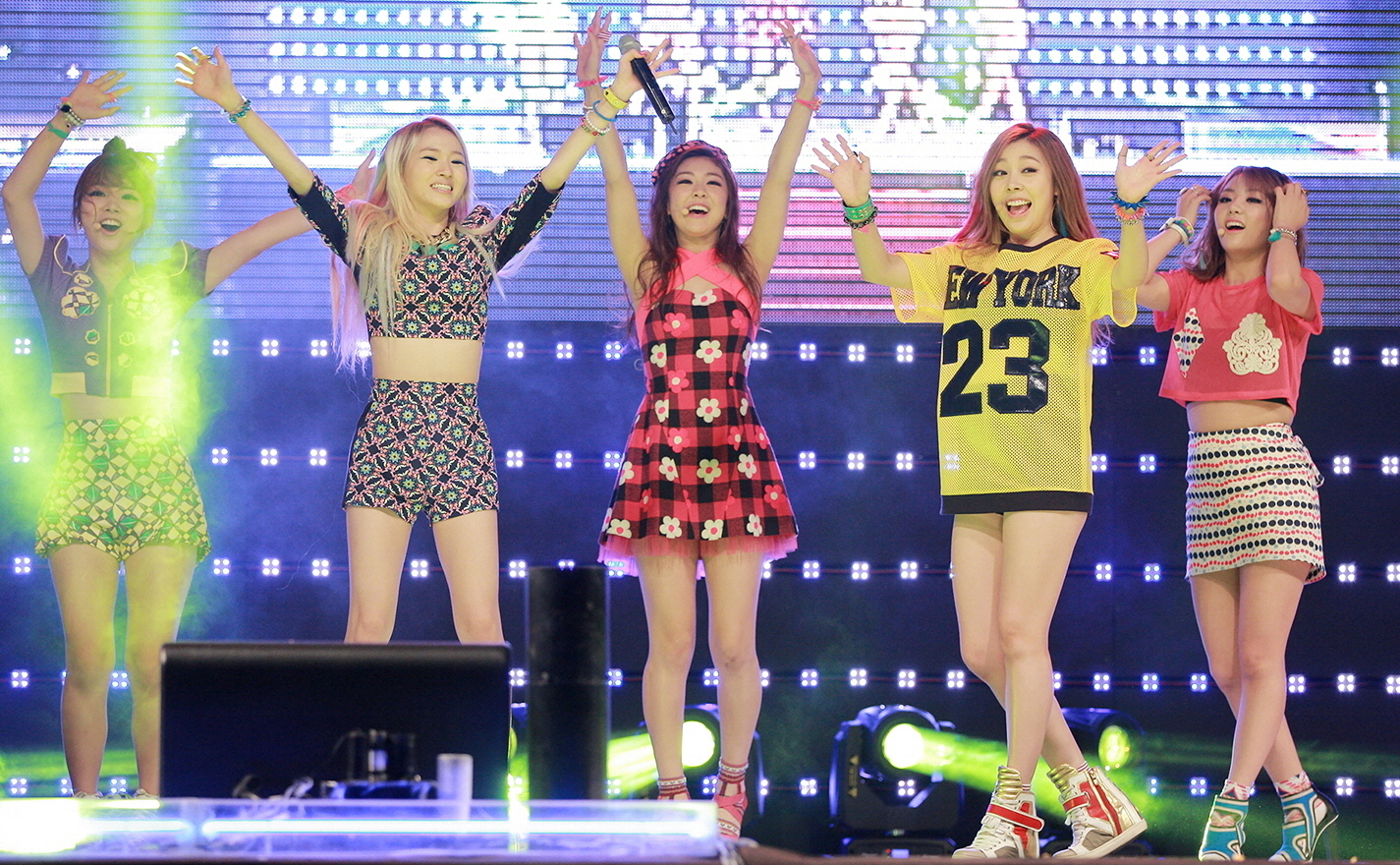
Le Ladies' Code nel 2013 durante le promozioni del secondo mini-album, da sinistra: Zuny, Sojung, Rise, Ashley ed EunB

### 2014: So Wonderful e Kiss Kiss
Il 4 febbraio 2014 viene annunciato che le Ladies' Code sarebbero tornate con il loro secondo album digitale 'So Wonderful'. Il primo teaser del Music Video, pubblicato il 6 febbraio 2014, mostra Rise coperta da un involucro di carta trasparente, il secondo viene rilasciato il 10 febbraio 2014. Il Music Video viene pubblicato il 13 febbraio 2014 e lo stesso giorno le Ladies' Code si esibiscono al M! Countdown con il nuovo singolo 'So Wonderful'

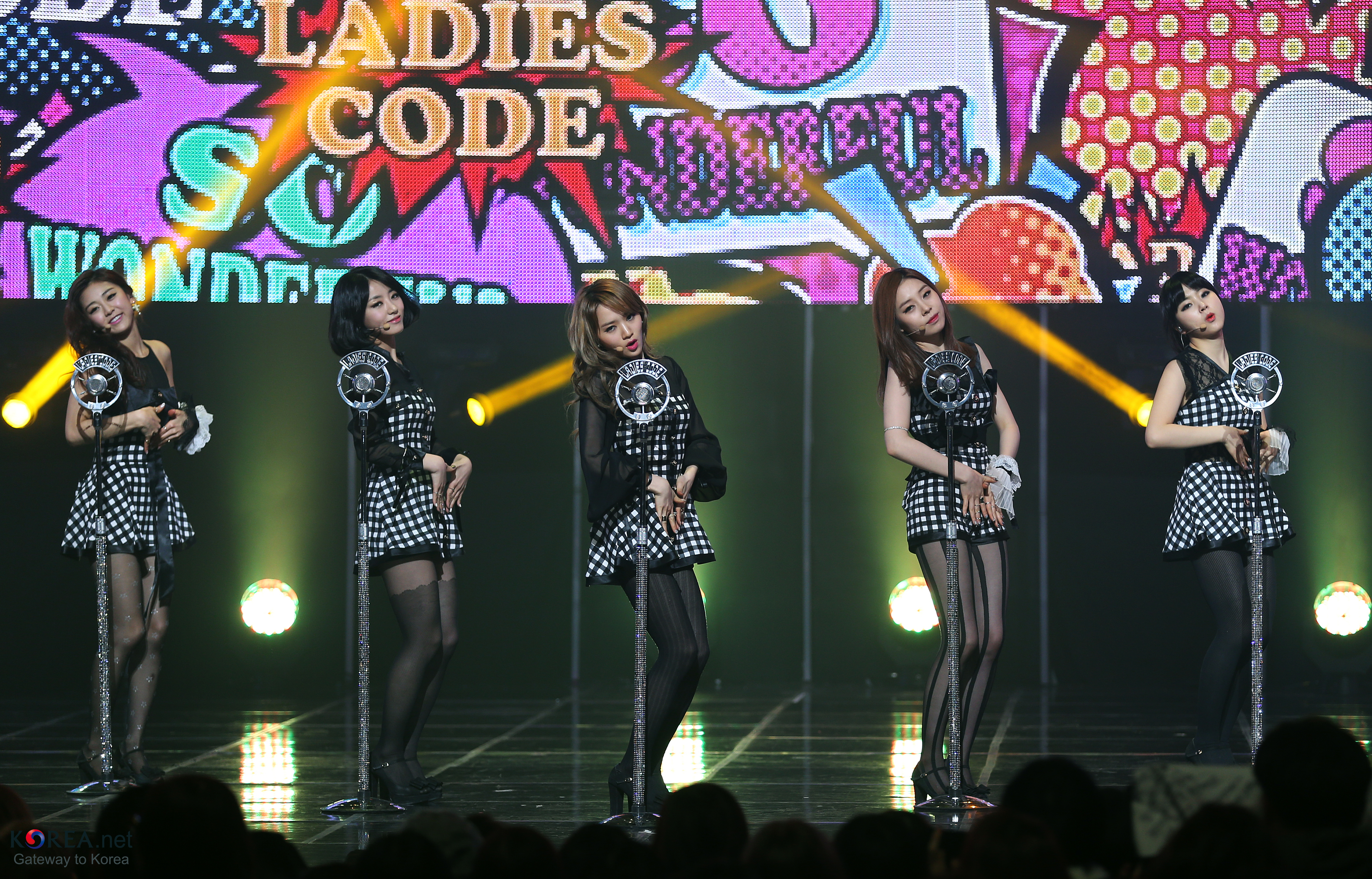
Le Ladies' Code mentre si esibiscono con "So Wonderful" su M! Countdown in marzo 2014, da sinistra: Rise, EunB, SoJung, Ashley e Zuny.

Il 31 luglio 2014 vengono rilasciate delle foto del loro nuovo mini album 'KISS KISS' che richiama la favola de "Il principe ranocchio". Il Music Video viene pubblicato il 6 agosto 2014. Solo un limitato numero di CD del nuovo singolo vengono rilasciati. Nei giorni seguenti le Ladies' Code cominciano le loro promozioni con ’KISS KISS’

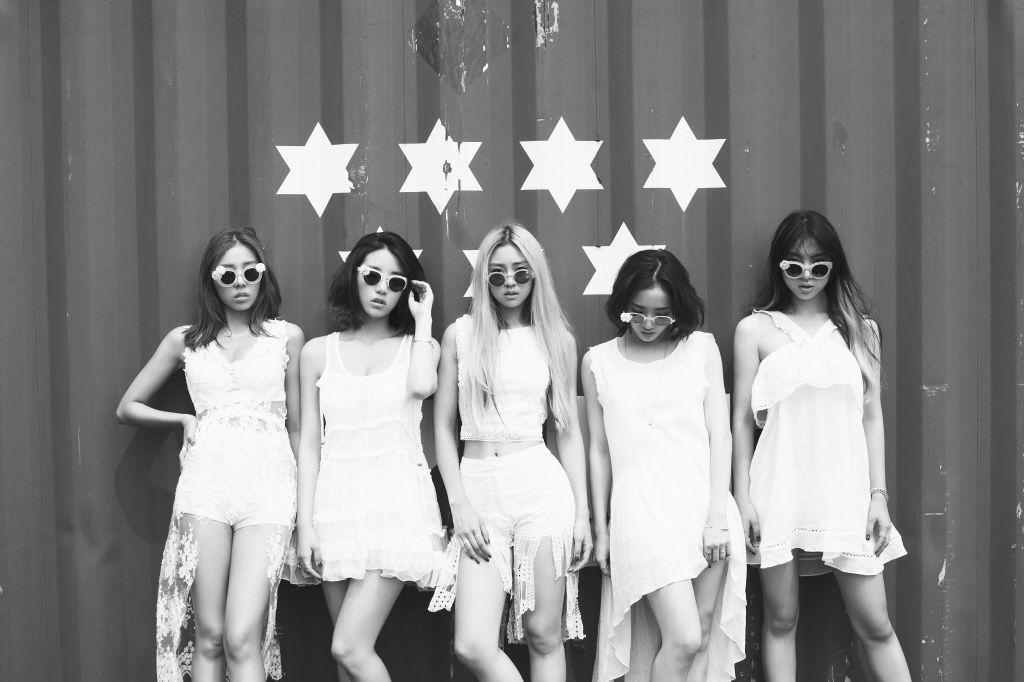
Le Ladies’ Code durante le
promozioni del singolo KISS KISS, da sinistra: Ashley, EunB, Rise, Sojung e Zuny

Il 1 settembre 2014 Ashley rivela che il gruppo si stava preparando per un nuovo comeback.

#### Incidente mortale
Il 3 settembre 2014, attorno all'una e mezza del mattino ora locale, il gruppo, mentre era di ritorno a Seul dopo un'esibizione a Daegu, è rimasto coinvolto in un terribile incidente stradale. Il pullman su cui viaggiava, guidato dal manager, a causa della strada resa scivolosa dalla pioggia e dall'elevata velocità con cui Mr. Park conduceva il mezzo, si è schiantato contro un muro di contenimento, ribaltandosi varie volte prima dell'impatto. Secondo le testimonianze dei soccorritori tre persone si trovavano all’interno del veicolo in stato di incoscienza (Sojung, Rise ed EunB), mentre altre quattro persone si trovavano fuori dal veicolo in attesa dei soccorsi (Ashley, Zuny, il manager Park e un membro dello staff). Rise era in condizioni disperate e fu difficile riconoscerla, in un primo momento, a causa della gravità delle ferite riportate al volto e alla testa. Solo Ashley e Zuny vennero ferite in modo lieve, così come lo stilista che viaggiava con loro e lo stesso conducente. EunB morì pochi istanti dopo l’impatto, mentre le altre
ferite gravi vennero trasportate immediatamente al St. Vincent's Hospital di Suwon: qui i medici tentarono di ridurre l'importante trauma cranico riportato da Rise sottoponendola ad un delicato intervento, ma durante l'undicesima ora sotto i ferri subì un grave calo di pressione. I medici interruppero l'intervento e la trasferirono presso l'unità di terapia intensiva dell'Ajou University Hospital, nella speranza che le condizioni della cantante si stabilizzassero abbastanza per poter riprendere l'operazione. Il 5 settembre si tennero i funerali di EunB, cui presero parte soltanto Ashley e Zuny tra i membri del gruppo. 
Rise morirà due giorni dopo, il 7 settembre alle 10:10, e i suoi funerali  si tennero il 9 settembre.
EunB riposa allo Sky Castle Memorial Park a Seongnam mentre Rise a Fukushima, in Giappone.
A novembre, le ragazze, tornano nelle loro case, e la polizia continua con le indagini. Il conducente del pullman viene accusato di aver provocato l'incidente e il 12 novembre 2014 viene condannato a un anno e due mesi di carcere.
Dopo la morte di EunB e Rise, il gruppo ricevette  notorietà e vennero rilasciati molti messaggi di cordoglio da parte di artisti e fan. Venne inoltre pubblicato il video di I'm Fine (Thank You) in memoria delle due ragazze.

### 2015-2016: Concerto in memoria di EunB e Rise, ritorno come trio
Il 28 maggio 2015, viene annunciato dalla Polaris Entertainment, loro casa discografica, che le ragazze e altri artisti della stessa casa discografica avrebbero partecipato al "EunB and Rise Memorial Concert" allo Stellar-Ball di Tokyo, il 22 agosto 2015 a Tokyo in Giappone, in onore del sogno di Rise, ovvero quello di esibirsi assieme al suo gruppo nel suo paese natale. Venne pubblicata anche la canzone I'll Smile Even If It Hurts, con la quale si esibirono durante il concerto. 
.
Il 23 febbraio 2016 Ashley, Zuny e SoJung, i tre membri sopravvissuti, tornano come un trio con il singolo "Galaxy", title track delľalbum MIST3RY. Nel corso del MV ricorre sempre il numero tre e il triangolo, simboli che rappresentano il nuovo trio.

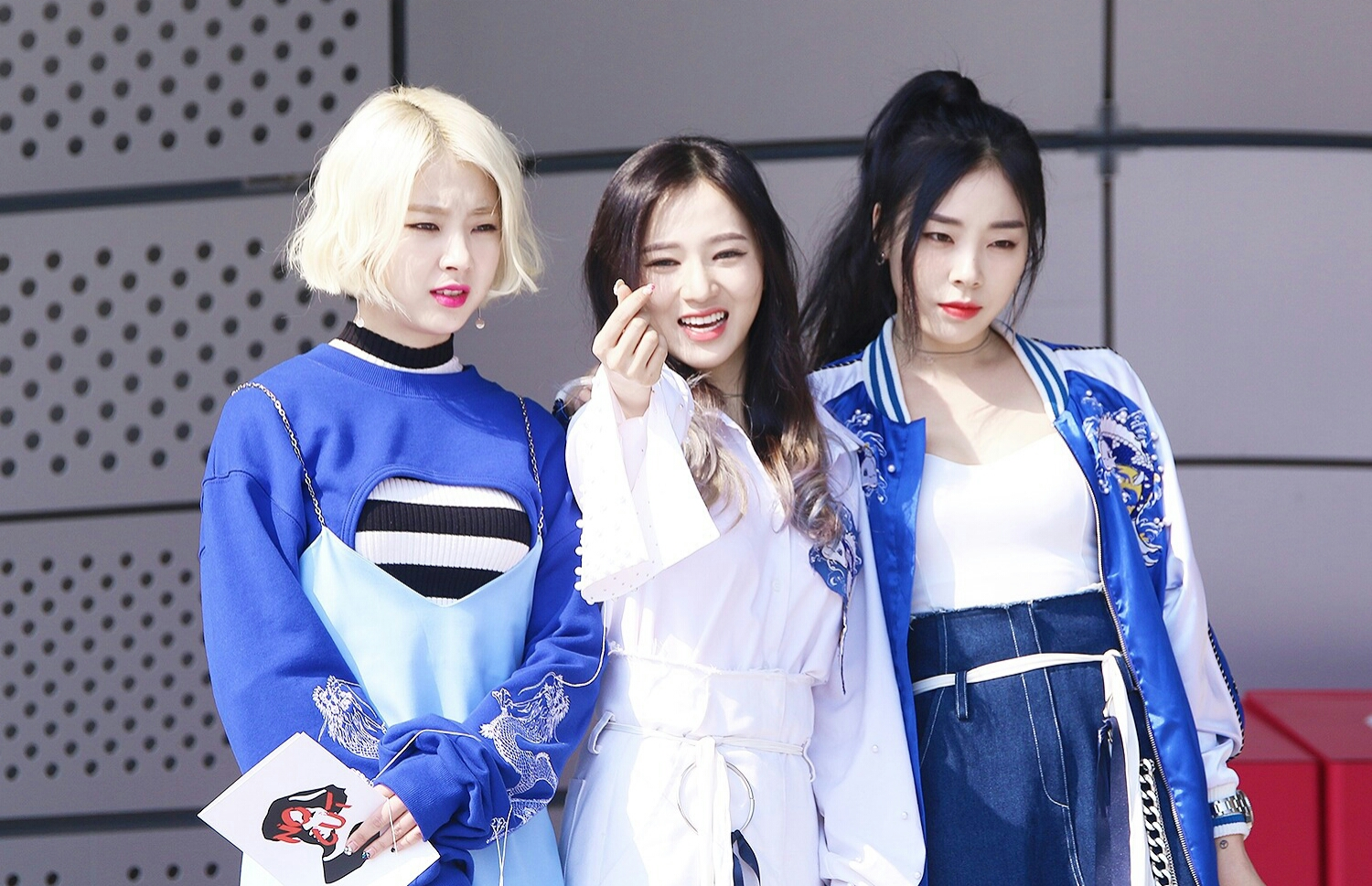
Le Ladies’Code nel 2016, da sinistra: Zuny, Sojung e Ashley

In delle interviste hanno detto che il loro maggior motivo per essere tornate dopo la tragedia siano i loro fan. Inoltre Zuny ha aggiunto che continueranno a fare musica per i due membri deceduti.
L’8 giugno 2016 SoJung collabora con l’artista Jung Key per la canzone “바라지 않아”.
Dal 27 settembre 2016 SoJung prende parte ad un programma televisivo chiamato “Girl Spirit” nel quale partecipano tutte le cantanti che fanno parte di gruppi “sottovalutati” e quindi poco noti.
Il 12 ottobre 2016 le Ladies' Code ritornano con il singolo "The Rain" dell'album STRANG3R. L’album contenente tre tracce rimane sulla stessa linea di stile del primo “MIST3RY”.

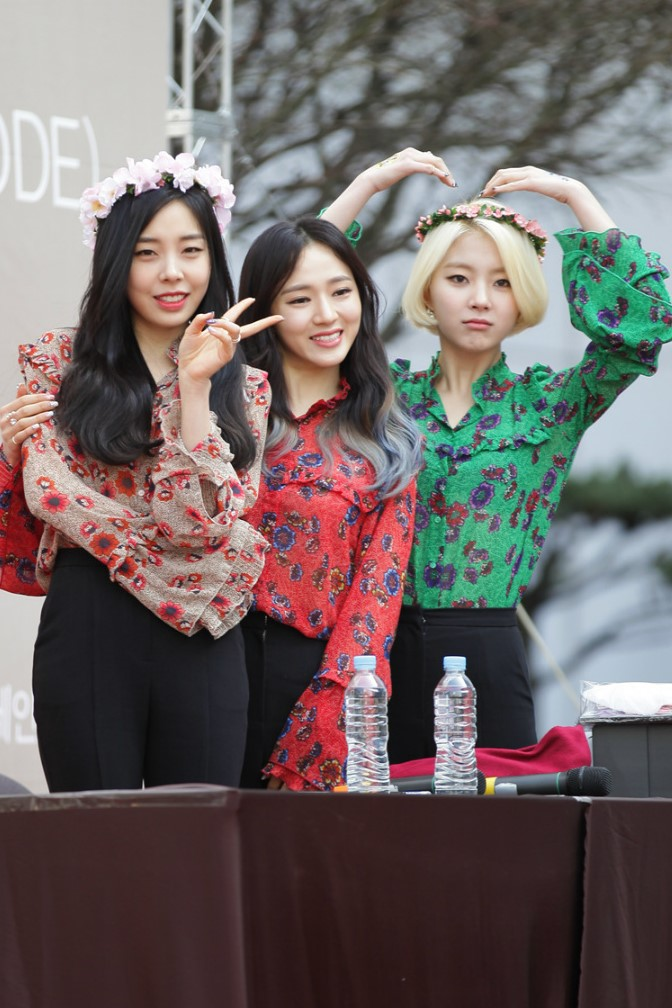
Le Ladies' Code nel 2016 come trio da sinistra: Ashley, SoJung e Zuny

### 2017-2018: Attività soliste
Il 7 Gennaio 2017 le LADIES’CODE prendono parte al programma “Immortal Songs 2: Singing the Legend” durante il quale cantano la canzone “Butterfly” delle Loveholic.
Il 3 Maggio 2017 SoJung debutta come solista con il singolo "Better than me".
Dal 29 Gennaio 2018 Zuny prende parte ad un “web-drama” assieme a JaeJin degli F.T. Island, chiamato 'Four Types of Houses'.
Il 19 Febbraio 2018 Ashley prende parte, come DJ, al programma televisivo di Arirang “Sound K Show”.
Il 7 Marzo 2018 viene organizzato un fan-meeting per celebrare il loro quinto anniversario dal debutto “CODE#R3BORN” e anche per chiudere la trilogia iniziata nel 2016 con l’album MIST3RY e continuata poi con l’album STRANG3R.
SoJung torna da solista il 5 Marzo con il singolo “Crystal Clear”, e l’8 Marzo con il singolo “Stay Here”. 
La title-track di questo ritorno è proprio ‘Stay Here’, traccia dallo stesso titolo del single album. Mentre ‘Stay Here’ è una traccia R&B prodotta da Paper Planet, ‘Crystal Clear’ (sempre prodotta da Paper Planet), è un brano più malinconico e introspettivo.
A fine giugno 2018 viene annunciato che Ashley avrebbe debuttato come solista a Luglio con un concept sexy. Il singolo “Here We Are” viene pubblicato il 17 Luglio 2018.
Il 5 Dicembre viene rilasciata la foto-teaser della nuova canzone ‘The Last Holiday’, pubblicata il 12 dicembre 2018, dopo poco più di due anni dall’ultimo album STRANG3R (2016). La canzone è dal tema invernale e come ha affermato l’agenzia del gruppo è un omaggio ai fan che hanno aspettato così a lungo per il ritorno del gruppo sul panorama musicale.

### 2019: FEEDBACK e CODE#03
Il gruppo torna il 16 maggio 2019, dopo più di due anni dall’ultimo pezzo, con il digital single ‘FEEDBACK’(너의 대답은). Le ragazze mostrano un concept nuovo, colorato e retrò.
Il gruppo torna nuovamente il 10 ottobre con l’album “Code#03” contenente 5 tracce e avente come title track il singolo “SET ME FREE”. L’album, come si può notare dal titolo stesso, si riallaccia agli album del 2013: lo stile è infatti quello retrò, tratto distintivo delle Ladies’Code come più volte ribadito nelle varie interviste.

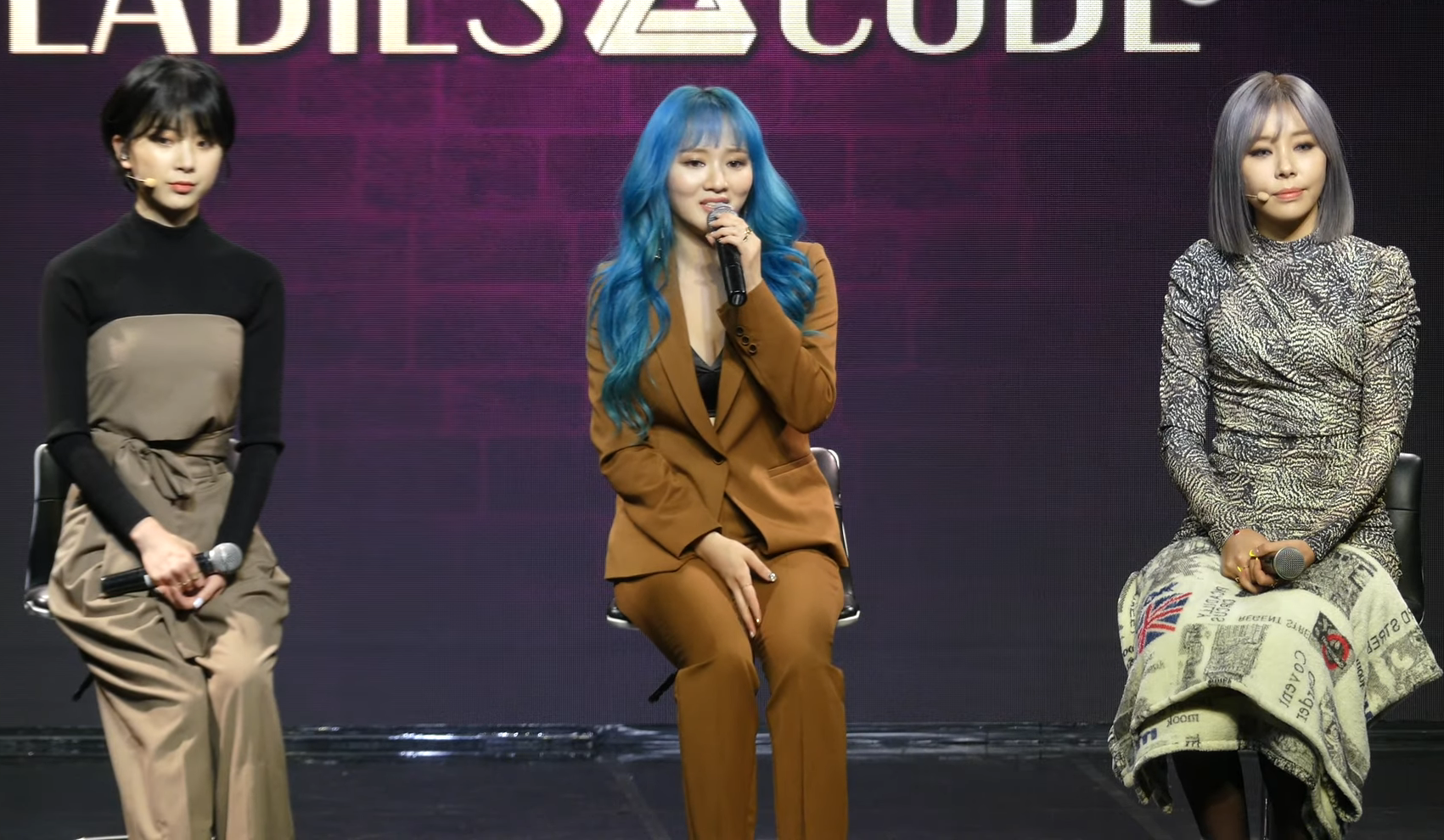
Le LADIES’CODE durante uno showcase il 10 Ottobre 2019. Da sinistra: Zuny, Sojung e Ashley.

### 2020: Sospensione delle attività e iato del gruppo
Il 17 febbraio 2020, dopo 7 anni dal debutto, le ragazze annunciano pubblicamente di aver deciso di sospendere a tempo indefinito le loro attività come gruppo e di non voler rinnovare più il contratto con la loro casa discografica. Ashley, Sojung e Zuny hanno ringraziato i loro fan per averle sempre appoggiate in questi anni.

## Formazione
Membri
- Ashley (nata Choi Bit-na 최빛나; Incheon, 9 novembre 1991) – leader, voce (2013-2020)[3][4]
- Sojung (nata Lee So-jung 이소정; Wonju, 3 settembre 1993) – voce principale (2013-2020)
- Zuny (nata Kim Joo-mi 김주미; Gwangju, 8 dicembre 1994) – sub-vocal, visual e maknae (2013-2020)

Ex membri
- Rise (nata Kwon Ri-se 권리세; Fukushima, 16 agosto 1991 - 7 settembre 2014) – sub-vocal (2013-2014)
- EunB (nata Go Eun-bi 고은비; Seul, 23 novembre 1992 - 3 settembre 2014) – sub-vocal (2013-2014)

## Discografia

### EP
- 2013 - Code#01 Bad Girl
- 2013 - Code#02 Pretty Pretty
- 2016 - MIST3RY
- 2016 - STRANG3R
- 2019 - Code#03 Set Me Free

### Singoli
- 2013 - Bad Girl (나쁜 여자)
- 2013 - Hate You (헤이 츄)
- 2013 - Pretty Pretty (예뻐 예뻐)
- 2014 - So Wonderful (쏘 원더풀)
- 2014 - Kiss Kiss (키스 키스)
- 2015 - I'll Smile Even If It Hurts (아파도 웃을래)
- 2016 - Galaxy (갤럭시)
- 2016 - The Rain (더레인)
- 2017 - Better Than Me (우린 왜 이별 하는 걸까?) (SoJung)
- 2018 - Crystal Clear (Sojung)
- 2018 - Stay Here (Sojung)
- 2018 - Here We Are (히얼위아) (Ashley)
- 2018 - Answer (앤써) (Ashley)
- 2018 - The Last Holiday (더 라스트 홀리데이)
- 2019 - Feedback (너의 대답은)
- 2019 - Set Me Free (셋미프리)

## Premi e nomination

### Melon Music Awards
| Year | Award                | Result          | Ref.  |
| ---- | -------------------- | --------------- | ----- |
| 2013 | Newcomer Award       | Candidato/a     | [ 5 ] |
| 2014 | MBC Music Star Award | Vincitore/trice |       |

### Mnet Asian Music Awards
| Year | Category               | Result      | Ref.  |
| ---- | ---------------------- | ----------- | ----- |
| 2013 | Best New Female Artist | Candidato/a | [ 6 ] |

### Circle Chart K-Pop Awards
| Year | Category               | Result          | Ref.  |
| ---- | ---------------------- | --------------- | ----- |
| 2013 | New Artist of the Year | Vincitore/trice | [ 7 ] |

### Seoul International Youth Film Festival
| Year | Category                                         | Result      | Ref.  |
| ---- | ------------------------------------------------ | ----------- | ----- |
| 2014 | Best OST by a Female Artist ("Make Me Go Crazy") | Candidato/a | [ 8 ] |

### Korea Entertainment Culture Awards
| Year | Category           | Result          |
| ---- | ------------------ | --------------- |
| 2019 | K-pop Singer Award | Vincitore/trice |

## Stile Musicale e Influenze

### Stile Musicale

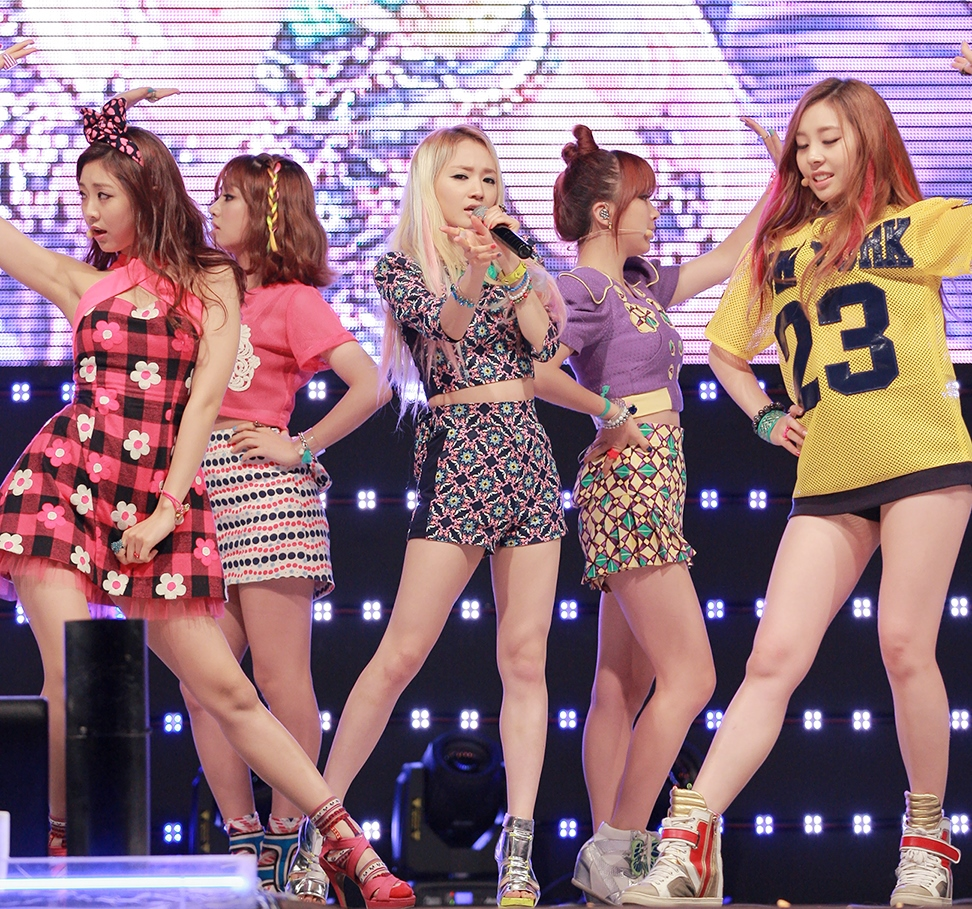
Le Ladies' Code nel 2013. Da sinistra: Rise, EunB, Sojung, Zuny ed Ashley

Prima dell'incidente, la musica delle Ladies' Code era prevalentemente pop con un suono retrò.  La rivista Billboard ha notato che il gruppo si fonde in "elettro-pop moderno" con "elementi classici di ritorno al passato" e voci potenti.  Il singolo di debutto del gruppo "Bad Girl" è stato descritto come una traccia di ispirazione swing/jazz accompagnata da solide voci.  Il loro singolo successivo, "Hate You", è stato invece considerato come un nuovo punto di partenza, grazie alla sua combinazione di arrangiamenti di ottoni e chitarra acustica. I singoli successivi mantengono il loro stile precedente, la title track del secondo album Code#02 "Pretty Pretty" è un altro esempio del "suono retrò " del gruppo, passando dallo swing degli anni '40 a un misto di ritmi degli anni '70 e '80.  In un'intervista con enews sul loro singolo digitale "So Wonderful", il membro Ashley ha spiegato che la canzone era una continuazione delle loro versioni precedenti, ma ha aggiunto che avevano incorporato l'uso di più strumenti per dare una "sensazione retrò degli anni “80".
Il primo album dopo l'incidente, Myst3ry, ha permesso al gruppo di passare a un suono R&B con il singolo principale "Galaxy", descritto come una "canzone mid-tempo che evoca uno stato d'animo cupo e onirico". Sulla stessa scia di “Mist3ry” rimane anche l’album “Strang3r” avente come singolo principale “The Rain”.
Un ritorno allo stile retrò, caratteristico del gruppo, si ha invece nel 2019 con l’album Code#03.

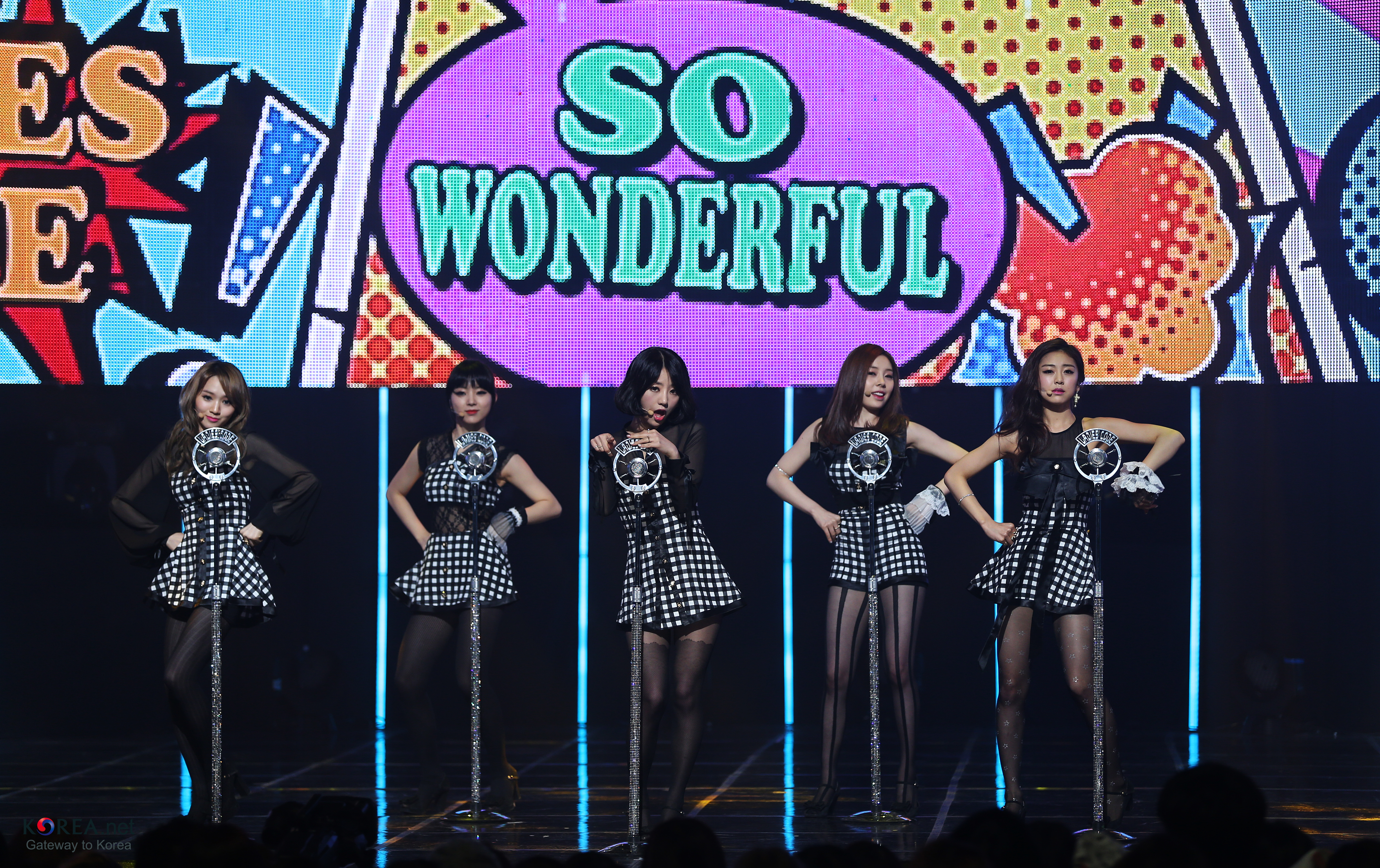
Le Ladies’Code nel 2014. Da sinistra: Sojung, Zuny, EunB, Ashley e Rise.

### Influenze
```
Le Ladies'Code hanno citato le 
Brown Eyed Girls
 e Wonder Girls come loro modelli. Nel settembre 2013, il membro delle Wonder Girls, Sunye, ha pubblicato un messaggio su 
Twitter
 a sostegno del gruppo, dicendo che "Pretty Pretty" le ricordava le versioni passate del loro gruppo "Tell Me" e "So Hot".
```